# Tour de Flandes 1995
El Tour de Flandes 1995, la 79.ª edición de esta clásica ciclista belga. Se disputó el 2 de abril de 1995. El vencedor final fue el belga Johan Museeuw, que se impuso en solitario. El italiano Fabio Baldato y el ucraniano Andrei Tchmil completaron el podio.
Se inscribieron 192 corredores, de los cuales acabaron 98.

## Clasificación General
| Posición | Ciclista            | Equipo                  | Tiempo     |
| -------- | ------------------- | ----------------------- | ---------- |
| 1        | Johan Museeuw       | Mapei-GB                | 6h 36' 24" |
| 2        | Fabio Baldato       | MG Maglificio-Technogym | + 1' 27"   |
| 3        | Andrei Tchmil       | Lotto-Isoglass          | m. t.      |
| 4        | Claudio Chiappucci  | Carrera-Tassoni         | + 2' 03"   |
| 5        | Gianluca Bortolami  | Mapei-GB                | m. t.      |
| 6        | Jesper Skibby       | TVM-Polis Direct        | m. t.      |
| 7        | Michele Bartoli     | Mercatone Uno-Saeco     | + 2' 05"   |
| 8        | Viatcheslav Ekimov  | Novell-Decca            | + 3' 25"   |
| 9        | Maximilian Sciandri | MG Maglificio-Technogym | m. t.      |
| 10       | Franco Ballerini    | Mapei-GB                | + 3' 28"   |